# Eduardo Ramos
Eduardo Ramos Escobedo (8 de novembre de 1949) és un exfutbolista mexicà.

## Selecció de Mèxic
Va formar part de l'equip mexicà a la Copa del Món de 1978.